# 中瀬村 (静岡県)
中瀬村（なかぜむら）は静岡県の西部、豊田郡・浜名郡に属していた村である。
現在の浜松市浜名区東部、天竜川右岸にあたる。もともと天竜川左岸の豊田郡に属していたが、天竜川の流路の変更により右岸の浜名郡に所属郡が変更となった。

## 地理
- 河川：天竜川

## 歴史
- 1889年（明治22年）4月1日 - 町村制の施行により、豊田郡上島村・中瀬村・豊保村の区域をもって成立。
- 1896年（明治29年）4月1日 - 郡制の施行により、所属が浜名郡に変更。
- 1956年（昭和31年）4月1日 - 浜名郡浜名町・赤佐村・北浜村・引佐郡麁玉村と新設合併して浜名郡浜北町が発足。同日中瀬村廃止。